# Ouonofo

Das Tibesti-Gebirge und seine Siedlungen

Ouonofo (auch Ouanofo, in deutschen Quellen auch Uonofo, Uanofo, in englischen Texten auch Wonoufo) ist eine Siedlung im Norden des Tschad in der Provinz Tibesti, im Enneri Zoumri, etwa 75 km ostsüdöstlich von Bardaï.

## Geschichte

### Vor der Kolonialzeit
Der österreichische Ethnologe Peter Fuchs erwähnt in seinem Buch „Die Völker der Südostsahara“ (1961) erbitterte Kämpfe zwischen verschiedenen Tubu-Gruppen um Ouonofo, bei denen der Clan der Taizera am Ende die Clans der Funtia und Dirsina aus dem Bardaï- und Zummeri-Tal vertrieben hätte: „Die Taizera besetzten jedoch die verlassenen Ortschaften Uonofo, Edimpi und Aderké, wo sie sich dem Bodenbau widmeten. Man nimmt an, dass durch die Taizera die Kulturen des Bardai- und Zummeri-Tales einen neuen Aufschwung nahmen.“
Und an anderer Stelle: „Nun besetzten die Taizera die Orte Uonofo, Edimpi und Aderké, wo sie immer noch leben. Die Taizera sind sehr zahlreich. Sie besitzen große Palmerien und haben sich mit den Tomagra durch Heirat verbündet. Sie sind ausschließlich Bauern. Bei der Wahl und Einsetzung des Derde der Arna des Tibesti spielen sie eine wichtige Rolle.“

### Ouonofo im Tibesti-Aufstand 1974
Ouonofo spielte später während des Tibesti-Aufstandes Mitte der 1970er Jahre als Schlupfwinkel der Rebellen eine Rolle. Wie Goukouni Oueddei, von 1979 bis 1982 Staatspräsident des Tschad, im Jahre 2008 in einem Interview erklärte, beschlossen sein damaliger Verbündeter Hissène Habré und weitere Aufständische Anfang 1974 in Ouonofo, westliche Geiseln zu nehmen, um Waffen und Lösegeld zu erpressen. (Oueddei, ein Tedaga-Muttersprachler, spricht in diesem Interview in der französischen Zeitung Le Monde von Ouanoufou, was im Deutschen die Schreibweise Uanufu nahelegen würde.) Zuvor hatten sie erfahren, dass im nahegelegenen Bardaï ein deutscher Arzt, eine französische Archäologin und ein französischer Entwicklungshelfer tätig seien. Diese drei Personen, Christoph Staewen, Françoise Claustre und Marc Combe wurden dann am 21. April 1974 bei einem Überfall der Rebellen auf Bardaï, das damals als einer der wenigen Orte im Tibesti von der tschadischen Regierung kontrolliert wurde, tatsächlich entführt. Staewen, dessen Mutter eine Schwägerin des damaligen Bundespräsidenten Gustav Heinemann war und der im Auftrag des deutschen Entwicklungshilfeministers Erhard Eppler in Bardaï praktizierte, kam rasch gegen eine Lösegeldzahlung in Millionenhöhe frei. Wie Oueddei 2008 zu erkennen gab, hat diese in der Oase Ouonofo beschlossene Aktion den Kampf der Aufständischen wesentlich gefördert, weil deren damals knapp 1000 Kämpfer bis dahin nur über leichte Waffen und zwei Geländewagen verfügt hatten.

### Ouonofo als Rebellenhochburg bis 2010
Die kleine Oase blieb noch lange nach der Affäre des Jahres 1974 eine Hochburg der Rebellen. Ounofo gehört zu den wenigen Dörfern im Tibesti, in denen es der tschadischen Regierung erst im Jahre 2010 gelang, wieder die Kontrolle zu übernehmen. Davor war der Ort fast 30 Jahre lang ununterbrochen in der Hand von Tubu-Rebellen des MDJT gewesen.